# Кондряков, Александр Николаевич
Александр Николаевич Кондряков (укр. Олександр Миколайович Кондряков; 16 февраля 1953, Поти, Грузинская ССР, СССР — 5 августа 2021, Киев, Украина) — украинский государственный деятель, педагог, директор школ города Севастополя. Народный депутат Украины 1-го созыва.  

## Биография
Родился в семье военнослужащего. В 1970—1971 годах — ученик киномеханика в городе Ялта Крымской области. В 1971 году-арматурщик строительного управления № 38 «Ялтаспецстрой» города Ялты.
В мае 1971—1973 годов — служба в Советской Армии. В 1973—1978 годах — студент Симферопольского государственного университета, получил специальность преподавателя географии. В августе 1978 — сентябре 1982 года — учитель географии средней школы № 19 города Севастополя. В сентябре 1982 — сентябре 1983 года — заместитель директора по учебно-воспитательной работе средней школы № 19 города Севастополя. Член КПСС с 1981 по 1991 год. В сентябре 1983 — августе 1987 года — директор средней школы № 21 города Севастополя. С августа 1987 года — директор средней школы № 53 города Севастополя.
18 марта 1990 года был избран народным депутатом Украины, 2-й тур, 58,80 % Голосов, 5 претендентов. Входил в Крымскую региональную депутатскую группу. Член Комиссии ВР Украины по вопросам государственного суверенитета, межреспубликанских и межнациональных отношений.
Участвовал в создании и деятельности партии «Союз поддержки Республики Крым». 
С мая 1994 года — председатель правления Международного государственно-общественного благотворительного фонда «лицей-Севастополь». Затем возглавлял общественную организацию «Международный педагогический клуб» в Киеве. Многие годы А. Н. Кондряков был редактором журнала «Русская школа», который выходил в свет в Киеве под его непосредственным руководством.
С 2006 года-председатель всеукраинской общественно-педагогической организации «Русская школа». Продолжал просветительскую работу.
Скончался 5 августа 2021 года. Похоронен в Киеве.

## Награды и звания
- Указом президента Российской Федерации от 4 ноября 2010 года №1302 «За большой вклад в развитие культурных связей с Российской Федерацией, сохранение и популяризацию русского языка и русской культуры за рубежом» председатель Правления Всеукраинской общественной организации «Русская школа» А. Н. Кондряков был награжден Медалью Пушкина[1].
- Почётная грамота Правительственной комиссии по делам соотечественников за рубежом (2008)[4].
- Почётная грамота Правительственной комиссии по делам соотечественников за рубежом (2015)[5].